# Italscai
Italscai Società Italiana per lo Sviluppo ed il Coordinamento di Attività Immobiliari S.p.A. era una società italiana di costruzioni (settore grandi lavori -autostrade, dighe) ed immobiliare. Era parte del gruppo IRI-Italstat.

## Storia
Nasce a Roma il 18 gennaio 1929 come Società Anonima per azioni Imprese Stradali con lo scopo di assumere iniziative nel settore della progettazione e pavimentazione e manutenzione di infrastrutture viarie.
Divenuta Società Edilizia Lavori Costruzioni Internazionali  - Selci S.p.A. e amplia il suo campo di intervento all'esecuzione di edifici civili ed industriali e alla sperimentazione dei materiali da impiegare nelle sue attività.
Nel 1962 è Società Costruzioni Autostrade Italiane - Scai S.p.A..
In seguito Italscai. All'inizio degli anni novanta è stata fusa in Italstrade.

## Costruzioni
- Viadotto Entella - Autostrada A12 - Chiavari (GE)

È stata interessata nella costruzione delle autostrade A30, A26, A23.

## Fonti
- https://web.archive.org/web/20040902190008/http://www.leadershipmedica.com/culturale/culmag02/culturaleita/5iri/5iriita.htm
- http://www.demiranda.it/activities/bridge_design/examples/Entella%20viaduct.htm Archiviato il 6 maggio 2006 in Internet Archive.
- http://www.alfierigroup.com/i_nostri.htm[collegamento interrotto]
- http://www.forum-macchine.it/archive/index.php/t-2282.html
- https://web.archive.org/web/20090818142934/http://www.canavesi.it/pagina_referenze.htm